# Dragon Hunters
Dragon Hunters (Chasseurs de dragons) è un film d'animazione cinematografico franco-tedesco-lussemburghese di genere fantasy del 2008. La pellicola, animata al computer, racconta le avventure di due cacciatori di draghi; il lungometraggio è stato scritto da Frédéric Engel-Lenoir, diretto dal creatore Arthur Qwak e Guillaume Ivernel, con le musiche di Klaus Badelt e prodotto da Philippe Delarue e Tilo Seiffert. Il film è stato prodotto da Futurikon e coprodotto da LuxAnimation, Mac Guff Ligne e Trixter. Condivide lo stesso universo della serie televisiva animata Cacciatori di draghi. È uscito il 26 marzo 2008 in Francia e il 20 marzo precedente in Russia e Nuova Zelanda. È stato distribuito da Icon Productions e Bac Films. Il film ha ricevuto una nomination al Cristal Award come miglior lungometraggio e ha incassato 12 389 088 $ a fronte di un budget di 12 000 000 €. Dragon Hunters è stato distribuito in DVD il 5 aprile 2008 negli Stati Uniti dalla Bridge Arch Entertainment e il 5 novembre 2008 in Francia dalla Warner Home Video. In Italia è stato trasmesso direttamente in televisione su Rai Gulp il 13 aprile 2013.

## Trama
Il film si apre con Gwizdo, Hector e Lian-Chu che sono alle prese con un Nillar (un drago) che sta devastando i campi agricoli di un villaggio, che riescono a sconfiggere ma non possono intascare la ricompensa dal capo-villaggio per via dei danni riportati durante lo scontro. Alla sera, Gwizdo e Lian-Chu hanno un diverbio sul fatto di non essere credibili come cacciatori di draghi ed a un certo punto sentono alcune grida provenienti dalla foresta. Arrivati sul luogo salvano una bambina di nome Zoe che si rivela essere la nipote di Lord Arnold, un ricco re. Una volta giunti alla corte del sovrano, questi spiega al trio che una grave minaccia incombe sul suo regno, ovvero quella di Zornas, il Drago Mangiatore di Mondi, capace di generare tempeste d'energia cinetica che impiega per distruggere isole, piegare i venti, soggiogare al suo volere i draghi minori e distruggere la mente degli uomini, causando pazzia e allucinazioni. Lord Arnold spiega anche che ha perso la vista quando era bambino proprio a causa del drago e promette al trio di ricoprirli d'oro se riusciranno ad uccidere il mostro.
Il trio parte la sera stessa e vengono raggiunti da Zoe; a seguito di un'esplosione causata da un cavaliere impazzito, riescono a salvarsi grazie a Lian-Chu. Il giorno seguente, il viaggio prosegue e vengono attaccati da una cinquantina di Jimbob e sono costretti a fuggire su un'altra isola, venendo inseguiti dai Raptor, ma riescono a salvarsi grazie alla vegetazione circostante che attacca i Jimbob. Grazie nuovamente a Lian-Chu, il gruppo riesce ad arrivare sull'isola successiva, poi un'onda cinetica distrugge la precedente e manda la loro alla deriva. Saltano su un'altra isola vagante e pochi istanti dopo vengono attaccati dal Drago Nuvola Rossa ma Lian-Chu riesce a sconfiggerlo con uno stratagemma. Giunta la sera, Gwizdo litiga con gli altri ma poi Lian-Chu riappacifica gli animi e tutti vanno a riposare. Nel corso della notte, un'onda elettrica colpisce Gwizdo e questi inizia a comportarsi in modo irrazionale, e nello stesso momento, l'isola viene assalita da uno stormo di draghi Bumas che attaccano il gruppo, ma Lian-Chu li sconfigge quasi tutti con una falce. Una nuova ondata cinetica colpisce l'isola frammentandola e Gwizdo torna in sé. Finiti su una nuova isola, i membri del gruppo si dirigono al centro dove è situata la tana di Zornas, e scoprono che quest'ultimo è già fuori dal letargo. Il mostro li attacca e si scopre che le ondate elettriche e cinetiche vengono generate per frizione dai suoi movimenti.
Lian-Chu tenta di ferire il drago ma la sua pelle si rivela troppo dura per essere penetrata con una lama e cerca di scoprire il suo punto debole. Ad un certo punto Lian-Chu intuisce che il drago in realtà non genera tempeste elettriche attraverso le trombe d'aria, ma bensì è in grado di scaricare energia elettrica da sé, che poi utilizza per generare e potenziare i suoi attacchi d'aria, così riesce a sconfiggere il drago lanciando i suoi aghi da cucito negli occhi del mostro, il quale perdendo il controllo delle sue abilità, lancia scariche elettriche alla cieca e su se stesso, finendo per implodere. Sconfitto il drago, il gruppo festeggia la vittoria e torna al castello per incassare la loro ricompensa da Lord Arnold. Una volta arrivati, il re li accoglie in malo modo, e scoprono che ha riacquistato la vista ma si dimostra poco interessato a loro e si rifiuta di pagarli sostenendo che Gwizdo, Lian-Chu e Hector non siano evidentemente i "cavalieri erranti" che sostenevano di essere. Zoe però si interpone sostenendo che sono comunque degli eroi avendoli effettivamente liberati dal drago, ma il re non dà retta nemmeno a lei e decide di sculacciarla, ma Gwizdo interviene in sua difesa. Il trio esce dal castello e si appresta a lasciare il Regno dell'Ovest, e vengono raggiunti da Zoe che fuggita dal castello afferma che ha deciso di venire con loro per aiutarli a realizzare il sogno di costruire una fattoria, mostrando la sua borsa piena di ghinee d'oro che ha trafugato dal tesoro reale, così tutti quanti vanno incontro ad una nuova avventura.

## Produzione
Il 14 ottobre 2007 è stato annunciato che Arthur Qwak e Guillaume Ivernel erano stati chiamati a dirigere il film di Dragon Hunters, basato sulla serie televisiva animata Cacciatori di draghi di Arthur Qwak. Frédéric Engel-Lenoir e Qwak hanno scritto la sceneggiatura mentre Philippe Delarue e Tilo Seiffert hanno prodotto la pellicola finanziando un budget di 12 000 000 € per la sua uscita nel 2008. Il 19 ottobre 2007 è stato annunciato che nel doppiaggio statunitense sarebbero stati chiamati i doppiatori Rob Paulsen, Forest Whitaker, Mary Mouser, Nick Jameson, Jess Harnell e Dave Wittenberg. Il 10 dicembre 2007 è stato invece confermato che Klaus Badelt avrebbe composto la colonna sonora. Lo sviluppo e lo storyboard del lungometraggio sono stati completati a Parigi, in Francia. La produzione si è poi spostata a Berlino, in Germania e nella città di Lussemburgo in Lussemburgo, per le fasi finali di animazione, illuminazione, colore e produzione al fine di massimizzare i crediti d'imposta offerti ai progetti cinematografici stranieri in Germania e Lussemburgo. Il 12 dicembre Futurikon, Bac Films, Icon Productions e Universum Film (UFA) hanno acquisito i diritti di distribuzione del film. Dragon Hunters è stato girato in Francia, Germania e Lussemburgo nel gennaio 2008. Il singolo Lotus di Jalan Jalan proveniente dal suo album Bali del 1999 viene impiegato nel corso della pellicola.

## Colonna sonora
Dragon Hunters: Original Motion Picture Soundtrack è l'album contenente la colonna sonora del film. È stata composta da Klaus Badelt e pubblicata il 5 aprile 2008 edita dall'etichetta Skylark Sound Studios. Il film presenta anche il brano Lotus di Jalan Jalan tratto dal suo album Bali del 1999, il quale però non è presente nell'album dedicato al lungometraggio.
Musiche di Klaus Badelt.
1. Preamble – 0:40
2. Childhood – 1:16
3. Opening – 2:31
4. Smoldering Knight – 1:14
5. Mamular Fight – 2:35
6. Lian Chu Flashback – 2:31
7. Jimbob Dragons – 2:02
8. Castle Arrival – 1:45
9. Armored Room – 3:03
10. Red Cloud – 1:16
11. West Side Bridge – 2:18
12. Bedtime Story – 0:57
13. Gate – 1:14
14. Stinky Forest – 2:05
15. End of the World – 1:24
16. Bats – 0:58
17. Herding Sheep – 2:23
18. Herding (Part 2) – 1:20
19. Gwizdo Scolded – 1:30
20. Step Off – 1:10
21. Jet Dragons – 4:38
22. Zoe's Death – 1:47
23. Cemetary World – 2:30
24. World Gobbler – 2:38
25. World Gobbler's Death – 4:13
26. Bunnies – 2:57
27. Leaving the Castle – 2:05
28. Leaving the Castle (Alternate) – 1:52
29. End Credits – 1:09
30. End Credits 1.1 – 4:39

Durata totale: 62:40

## Accoglienza

### Incassi
Dragon Hunters ha incassato 34 068 € in Francia per un totale mondiale di 12 389 088 $. In Brasile, il film è arrivato al quarto posto nel suo primo fine settimana, rimanendo dietro a Ortone e il mondo dei Chi, Doomsday - Il giorno del giudizio e Never Back Down - Mai arrendersi. Nel suo secondo fine settimana, il lungometraggio è salito al terzo posto della classifica. Nel terzo fine settimana invece è sceso nuovamente al quarto posto. Nel suo quarto fine settimana è ulteriormente e si è piazzato al quinto posto, incassando un totale di 61 167 $.

### Critica
Il sito web di aggregazione di recensioni Rotten Tomatoes presenta un totale di 9 recensioni e un riscontro che il 67% di esse è positivo, con una valutazione media di 5,8/10. Il consenso critico del sito recita: "Come la serie televisiva che l'ha generata, Dragon Hunters è un festival da brivido solidamente realizzato i cui temi toccanti del lavoro di squadra e dell'amicizia rimarranno a lungo dopo i titoli di coda". David Cornelius di DVD Talk ha sostenuto che gli extra della versione home video erano pochi, ma il film riusciva a compensare questa carenza rivelandosi un'avventura meravigliosa ed emozionante e finì per consigliare caldamente la sua visione. Bill Gibron di PopMatters ha affermato che era un peccato il fatto che molti statunitensi non avrebbero visto il film perché non somigliava allo stile di Shrek oppure de L'era glaciale e consigliò di avere una mentalità più aperta verso opere provenienti dall'estero come questa in quanto meritava la visione.

## Riconoscimenti
- 2008 - Cristal Award
  - Nomination Miglior lungometraggio a Guillaume Ivernel e Arthur Qwak[8]